# Teucridium
Teucridium là một chi thực vật có hoa trong họ Hoa môi (Lamiaceae).

## Loài
Chi Teucridium gồm các loài: